# 水木かおる
水木 かおる（みずき かおる、本名：奥村聖二、1926年〈大正15年〉7月14日 - 1998年〈平成10年〉7月4日）は、東京府豊多摩郡（現東京都中野区）出身の作詞家。旧制二松學舍専門学校卒業。

## 経歴
作詞家デビューは戦前の1937年である。デビュー作は「少年航空兵」
この時の名義は「堀とほる」であった。
1959年（昭和34年）、戦後しばらく歌の制作を中止していたポリドールが流行歌制作を再開した際、専属作詞家となる。西田佐知子「アカシアの雨がやむとき」が大ヒットを記録する。その後も、「霧笛が俺を呼んでいる」、「エリカの花散るとき」、「赤い風船」、「くちなしの花」、「みちづれ」、「二輪草」などを作詞する。特に1978年発表の「みちづれ」（牧村三枝子）、晩年に制作した「二輪草」（川中美幸）は、共に売り上げ100万枚以上を記録する大ヒットとなった。
1998年（平成10年）7月4日、心筋梗塞で死去した。享年71。

## 主な作品
- 赤木圭一郎 「霧笛が俺を呼んでいる」
- 大川栄策 「わかれ港町」
- 加藤登紀子 「赤い風船」
- 川中美幸 「北山しぐれ」「二輪草」「君影草〜すずらん〜」
- 小林幸子 「夫婦しぐれ」
- 里見浩太朗 「再会物語」
- 三條正人 「岐れ道」
- 園まり「太陽はひとりぼっち（訳詞）」
- 西田佐知子 「アカシアの雨がやむとき」「エリカの花散るとき」「東京ブルース」「博多ブルース」「裏町酒場」
- はやせひとみ 「花燃え」
- 原大輔 「晩秋」
- 牧村三枝子 「みちづれ」「夫婦きどり」「あなたの妻と呼ばれたい」「男ごころ」「樹氷の宿」「冬支度」「夾竹桃」「おんなみれん」「友禅流し」「宝生寺」
- 岬英二 「すまなかったね」
- 八代亜紀 「港町純情」
- 山下ひろみ 「あいつの待ってる港町」
- 米倉ますみ 「佐渡情話」
- 渡哲也 「くちなしの花」「わかれ花」「あじさいの雨」「あいつ」「みちづれ」「水割り」「ひとり」「日暮れ坂」「おもいで蛍」「酒は男の子守唄」
- 渡哲也&多岐川裕美 「めぐり逢い しのび逢い」

## 校歌
- 二松學舍大学附属沼南高等学校[1]